# Nijemci
 Ovo je glavno značenje pojma Nijemci. Za druga značenja pogledajte Nijemci (razdvojba).
Nijemci su narod germanske grane indoeuropske porodice naroda nastanjen u današnjoj Njemačkoj, ali također i širom svijeta. Najviše ih ima u Sjedinjenim Državama, Kanadi, Rusiji (Povolški Nijemci) i Poljskoj. Računa se da ih ukupno preko 100 milijuna govori materinjim njemačkim jezikom. Među Nijemcima postoji više etničkih grupa koje se razlikuju po jeziku i običajima. Najpoznatiji su svakako Švabi (porijeklom od Sueba ili Sveva), Bavarci (porijekom od Bajuvara), Sasi (u Saskoj, porijeklom od Saksonaca ili Sasa) i vjerojatno još neki.

## Ime
U vlastitom jeziku /die/ Deutschen, a u engleskom Germans. U hrvatskom i srpskom jeziku često nazivani Švabama, što je u stvari jedna od njihovih etničkih zajednica.  Općeslavensko ime Nijemac potječe, prema primljenim tumačenjima, iz korijena nijem, onaj koji ne govori.

## Kratka povijest

### Rana povijest
Germanska plemena, porijeklom od mješavina starih naroda što življaše duž obala Baltičkog mora, naselila su sjeverne predjele europskog kontinenta oko 500. godine pr. Kr. Od 100. pr. Kr. nalazimo ih u središnjim i južnim predjelima današnje Njemačke. U to vrijeme bijaše 3 glavne plemenske skupine: to su Istočni Germani u području duž Odre i Visle; Sjeverni Germani u južnim predjelima današnje Skandinavije; Zapadni Germani s krajnjeg juga Jutlanda, odnosno između Sjevernog mora, Labe, Rajne i Majne. Rajna je postala granicom između germanskog i romanskog (rimskog) teritorija nakon što je Julije Cezar 70. pr. Kr. porazio Sveve. Ipak, ostaje prisutna opasnost od ratobornih germanskih plemena, što potiče Rimljane da idu u potjeru za njima. Rimski namjesnik Germanije Kvintilije Var poražen je godine 9. u bitci kod Teotoburške šume. Var je poginuo a uništena mu je sva vojska, 3 legije, 3 ale i 6 kohorti. Ovom bitkom samo je još jednom ustanovljena granica na Rajni, a Rimljani su sagradili fortifikaciju dugu 300 kilometara da se zaštite od Germana. 

### Srednjovjekovna Njemačka
U srednjovjekovnoj Njemačkoj javlja se više dinastija, od Merovinga (oko 500.) pa do ranog habsburškog carstva. Ovome pak prethodi spajanje rimskog i germanskog društva koja se zbiva za vrijeme kralja Klodviga i njegovih Salijaca. On pripada obitelji koja vuče porijeklo od mitskog heroja Merovinga (lat. Merovius; njemački: Merowech), i postaje 486. apsolutni vladar germanskog carstva s miješanom rimsko-germanskom populacijom. Kroz 250 godina vladavine Merovinga ujedinjene su pobjedama galsko-rimska plemena i plemena Franaka. Franci su prihvatii kršćanstvo i stvoren je savez s Crkvom. Najpoznatiji misionar koji je radio na pokrštavanju plemena je Sv. Bonifacije (ca. 675-754), koji se smatra utemeljiteljem njemačkog (germanskog) kršćanstva. Dinastija Merovinga vladala je do 751.

#### Karolinzi
Karlo Veliki (Carolus Magnus) naasljeđuje franačku krunu 768. i vlada sve do 814. Za to je vrijeme pokorio Bavarsku i osvojio Lombardiju, te Sasku i učvrstio svoj autoritet u središnjoj Italiji. Koncem 8. stoljeća njegovo kraljevstvo, kasnije prozvano  'Prvi Reich', uključivalo je sadašnju Francusku, Nizozemsku, Belgiju i Luksemburg, manji dio sjeverne Španjolske i većinu Njemačke i Austrije, i najveći dio sjeverne polovice Italije. Karlo Veliki postaje utemeljitelj velikog carstva, a papa ga na Božić 800. godine kruni u Rimu. 
Kraljevstvo Karolinga temelji se na savezu cara s Crkvom u Rimu. Karlo i njegov sin Ludovik I. Pobožni (814. – 840.) utemeljili su centraliziranu vlast s feudalnom hijerarhijom. Prvi Rajh neće se dugo održati, tek do konca stoljeća. U ratnom periodu umire Ludovik Pobožni, a ugovorom u Verdunu (843) carstvo su podijelila tri njegova sina. Ovo će odrediti teritorije budućih država Njemačke i Francuske, između njih nalazilo se Srednje Carstvo. Istočno Franačko carstvo, pod vodstvom istočnih karolinških kraljeva, postat će današnja Njemačka i Austrija. Ovdje će se očuvati njemački jezik. S druge strane, na području Zapadnog Franačkog Kraljevstva, pod utjecajem romaniziranih Gala, prevladat će francuski. Franačka populacija bit će romanizirana, ali će dati svoje ime budućoj državi, naciji i nacionalnoj moneti. Dinastija Karolinga izumrla je 911. a naslijedit će je Saska dinastija. Ono što je Karlo Veliki učinio za svoga života, nasljednici će upropastiti međusobnim diobama, a zemljom će ovladati dva jezika.

#### Sasi
Karolinzi se nisu dugo održali, na vlast će stupiti 919. Konrad I., a značajan je zbog jedne stvari. Neki povjesničari njegovu vladavinu smatraju početkom njemačke povijesti. Vladat će do 918. i naslijedit će ga Henrik I. Ptičar do 936. pa Oton I. Izbit će rat sa slavenskim plemenima iz Polablja, među kojima i s veoma ratobornim Ljutićima i Vilcima, te drugima: Abodritima i Lužičkim plemenima. Oton I. kasnije će zaratiti i s Mađarima kojima će zadati konačan poraz 955. blizu današnjeg Augsburga.

#### Salijska dinastija (Sveti rimski carevi)
Nakon smrti posljednjeg saskog kralja 1024. kruna prelazi u ruke Salijske dinastije. Zavladat će četiri njihova kralja – Konrad II. i tri Henrika: Henrik III., Henrik IV. i Henrik V. koji će od 1024. do 1125. utemeljiti monarhiju kao glavnu europsku silu i uspostaviti savez s Crkvom. Konrad II. rodio se oko 990. i 1024. postao je prvi njemački kralj salijske dinastije i sveti rimski car (1027. – 1039.),  naslijedit će ga njegov stariji sin Henrik III. (zvan Crni) koji će se posvetiti ratovima u Češkoj i s Mađarima. Njega će naslijediti Henrik IV. i vladati od 1056. do 1106., umrijet će u Liegeu. Posljednji salijski vladar Henrik V. svrgnut će 1105. s prijestolja svoga oca.

### Moderna povijest
Nakon poraza u Drugom svjetskom ratu, Njemačka je podijeljena na zapadni i istočni dio. Istodobno, u istočnoj Europi započeo je Progon Nijemaca nakon Drugog svjetskog rata, u kojem je protjerano najmanje 12 milijuna pripadnika tog naroda, od kojih su mnogi našli utočište u Njemačkoj. Godine 1989. padom berlinskog zida, došlo je do ujedinjenja Njemačke.

## Narod i običaji

### Glazba i ples
Njemački ples dovodi se u uvijek vezu s Oktoberfestom i Bavarcima, koji plešu polku (poljskoga je porijekla) u svojim lederhosenima. Bavarci i njihovi južniji prvi rođaci Austrijanci, sa sobom su ovaj ples i običaje oktoberfesta donijeli sa sobom u druge krajeve svijeta, napose u Ameriku (Oklahoma, Texsas).

### Kuhinja
Nijemci kao suvremeni europski narod, stvorili su sebi posebne prehrambene navike, pod pritiskom brzog tempa života. Tri glavna obroka su im doručak (das Frühstück), ručak (das Mittagessen) i večera (das Abendessen). Doručak mora biti brz, zgotovljen i prilagođen radnom vremenu, pa se obavlja po buffetima, i obično se sastoji od džemova, sireva i sokova s raznim vrstama kruha. Čaša mlijeka, čaja ili crne kave uobičajena je za doručak. 
Ručak ili 'das Mittagessen' je zato mnogo kaloričniji. On traje između podneva i 14h poslije podne. Razne skupine Nijemaca, kao što su Bavarci, Švabi, Franci i Sasi u prehrambenoj kulturi imaju svoje navike. Švabe uživaju u teletini i vinu, dok se Sasi iz sjevernih ravnica Njemačke i njezinom primorju više vole morsku hranu, osobito oni uz područje Sjevernog mora. Pivo i rakija glavna su im pića, a ne vino kao kod Švaba. Kod Franaka u području Hessena, i nešto zapadnijih takozvanih 'Rajnlanđana', njihovog ogranka, omiljeni su svinjetina i pivo. –Prehrambenoj kulturi Nijemaca spadaju svinjsko pečenje, krumpir, kobasice, razne juhe (Suppen) i pivo, koje oni smatraju 'tekućim kruhom'.  
Večera kod Nijemaca traje između 18 i 19 sati, a omiljeno jelo je i tada svinjetina, janjetina ili govedina koji se služi se uz obavezni krumpir, a nakon koga i neka poslastica, keksi ili kolačići. Od poznatih njemačkih poslastica treba spomenuti Schwarzwälderkirschtorte (švarcvaldska torta), Pfeffernüße (božićni kolač), Dresdner Weihnachtsstollen (drezdenski božićni kruh), Honig Brät Mandeln (medeni hrskavi bademi), i druge.

## Poznati Nijemci
Među najpoznatije Nijemce spadaju Albert Schweitzer, Ludwig van Beethoven, Albrecht Dürer,  Arthur Schopenhauer, Bertolt Brecht, Erich Maria Remarque (umro 1970.), Gutenberg, Johann Wolfgang von Goethe, Lotte Reiniger, Marlene Dietrich, Richard Wagner.